# 格林斯堡鎮區 (密蘇里州諾克斯縣)
格林斯堡鎮區（英語：Greensburg Township）是位於美國密蘇里州諾克斯縣的一個行政鎮區。

## 地方資料
格林斯堡鎮區的面積為139.97平方千米，當中陸地面積為139.17平方千米，而水域面積為0.80平方千米。根據2020年美國人口普查的數據，當地共有人口146人，而人口密度為每平方千米1.04人。